# Liste der Ehrenbürger von Danzig
Der Titel Ehrenbürger der Stadt Danzig wird seit 1832 von den Stadtoberen (in der Regel war dies der Stadtrat) verliehen. Es werden damit Personen ausgezeichnet, die sich in besonderem Maße um die Belange der Stadt verdient gemacht haben, unabhängig davon, ob sie in Danzig geboren wurden oder dort gelebt haben.
Die erste Verleihung des Titels geht auf eine preußische Verordnung über die Selbstverwaltung Danzigs aus dem Jahre 1831 zurück. Sie führte die Bezeichnung Ehrenbürger Danzigs ein und hatte Gültigkeit bis 1920. In der Zeit der Freien Stadt Danzig übernahm der Senat der Stadt die preußische Tradition der Vergabe des Ehrenbürgertitels, ohne jedoch eine Verordnung dazu zu beschließen. Die Ehrenbürgerwürde für Hermann Göring vergab 1943 die Stadtregierung. Nach dem Zweiten Weltkrieg reichte ein einfacher Beschluss des Stadtrats aus, um den Titel zu vergeben. Eine spezielle Verordnung gab es nicht.
1993 beschloss der Stadtrat eine Verordnung über die Verleihung der Ehrenbürgerwürde, die allgemeine Regeln für die Vergabe beinhaltet. Aufgrund dieser Verordnung beschließt seither der Stadtrat über die Vergabe und während einer Sondersitzung des Stadtrates (meistens im Artushof) wird die Ehrenbürgerwürde der jeweiligen Person verliehen.
In der Verordnung wird nicht beschrieben, ob die Ehrenbürgerwürde wieder aberkannt werden kann. Unter Historikern und Juristen besteht jedoch die Meinung, dass die Ehrenbürgerwürde mit dem Tod des Ausgezeichneten erlischt. Die Ehrenbürgerwürde ist nicht mit finanziellen Verpflichtungen der Stadt gegenüber dem Ausgezeichneten verbunden. Der Ehrenbürger erhält ein Diplom, eine Replik eines Stuhls im Danziger Stil, das Recht, die Danziger Verkehrsbetriebe kostenfrei zu benutzen, und eine Begräbnisstätte auf dem kommunalen Friedhof der Stadt.
Die Verleihungen fanden bisher in der Regel in Danzig statt, einige Male in Berlin. Bisher (Stand: Dezember 2011) wurde die Ehrenbürgerwürde 58 Mal verliehen, dabei dreimal als Gemeinschaftsehrenbürgerwürde.

## Die Ehrenbürger der Stadt Danzig
Chronologische Auflistung nach Datum der Zuerkennung.
1. Wilhelm Baum (* 10. September 1799 in Elbing; † 6. September 1883 in Göttingen)
Chirurg
Verleihung 1832
Für seine Verdienste bei der Bekämpfung der Cholera-Epidemie von 1831.
2. Johann Carl Rothe (* 4. April 1771 in Danzig; † 27. August 1853 in Danzig)
 
Verleihung 1841
3. Jakob Friedrich Rüchel-Kleist
 
Verleihung 1842
4. Paul W. Wundsch
 
Verleihung 1847
5. Adolf Heinrich von Grabow
 
Verleihung 1849
 

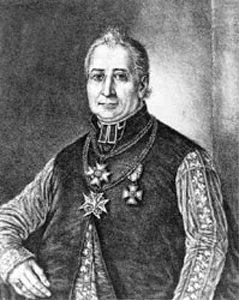
Stanisław Kostka Rosołkiewicz
6. Stanisław Kostka Rosołkiewicz (* 13. November 1775 in Altschottland bei Danzig; † 16. Juni 1855 in Danzig)
katholischer Priester
Verleihung 1849
7. Emil Friedrich Götz (* 26. Juli 1806 in Danzig; † 8. August 1858 in Kiel)
Arzt
Verleihung 1849
8. Otto Theodor von Manteuffel (* 3. Februar 1805 in Lübben (Spreewald); † 26. November 1882 auf Gut Krossen)
Präsident des Staatsministeriums
Verleihung 1853
9. Friedrich Wilhelm von Clausewitz (* 6. September 1809 in Graudenz; † 10. Januar 1881 in Berlin)
Polizeipräsident
Verleihung 1856
10. Robert von Blumenthal (* 16. März 1806 in Königsberg, Ostpreußen; † 11. März 1892 in Posen)
Regierungspräsident in Danzig (1840–1863)
Verleihung 1863
11. Matthias Gotthilf Löschin (* 24. Februar 1790 in Danzig; † 31. Januar 1868 in Danzig)
 
Verleihung 1865
12. Eduard Friedrich Wiebe (* 12. Oktober 1804 in Stalle; † 23. Februar 1892 in Berlin)
Architekt
Verleihung 1885
 

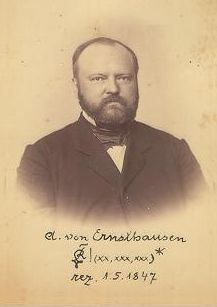
Adolf Ernst von Ernsthausen
13. Karl Adolf Ernsthausen (* 14. März 1827 in Gummersbach; † 24. August 1894 in Bonn)
Beamter und Politiker
Verleihung 1888
14. Leopold von Winter (* 23. Januar 1823 in Schwetz; † 9. Juli 1893 in Schwetz)
 
Verleihung 1890
15. Julius Albert Licht (* 25. Juni 1821 in Gieshof; † 28. Januar 1898 in Wiesbaden)
Architekt
Verleihung 1893
 

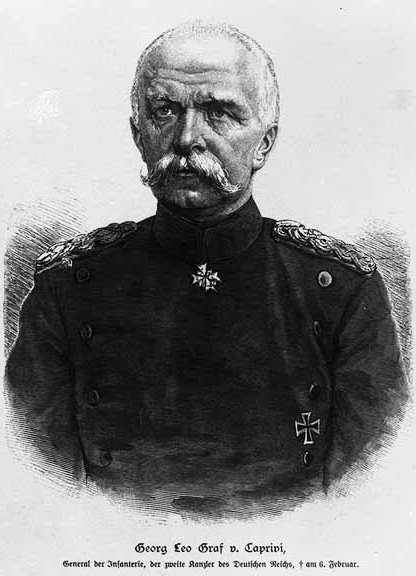
Leo von Caprivi
16. Leo von Caprivi (* 24. Februar 1831 in Charlottenburg; † 6. Februar 1899 in Skyren)
Reichskanzler
Verleihung 1894
17. Heinrich Rickert (* 27. Dezember 1833 in Putzig; † 3. November 1902 in Berlin)
 
Verleihung 1895
18. Otto Steffens (* 7. April 1826 in Danzig; † 12. August 1904 in Danzig)
 
Verleihung 1896
19. Richard Damme
 
Verleihung 1897
20. Georg Friedrich Abegg (* 19. März 1826 in Königsberg; † 3. Oktober 1900 in Wiesbaden)
 
Verleihung 1898
21. Gustav von Goßler (* 13. April 1838 in Naumburg; † 29. September 1902 in Danzig)
 
Verleihung 1899
22. Emil Berenz (* 15. Februar 1833 in Elbing; † 17. Dezember 1907 in Danzig)
 
Verleihung 1903
 

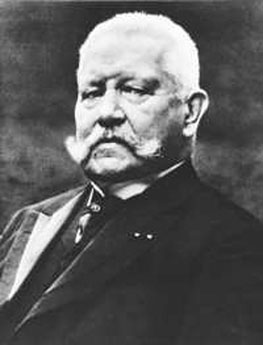
Paul von Hindenburg
23. Paul von Hindenburg (* 2. Oktober 1847 in Posen; † 2. August 1934 auf Gut Neudeck)
Generalfeldmarschall
Verleihung 1915
24. August von Mackensen (* 6. Dezember 1849 in Haus Leipnitz; † 8. November 1945 in Burghorn)
Generalfeldmarschall
Verleihung 1915
25. Max Halbe (* 4. Oktober 1865 in Güttland bei Danzig; † 30. November 1944 in Neuötting)
Schriftsteller
Verleihung 1925
26. Albert Forster (* 26. Juli 1902 in Fürth; † 28. Februar 1952 in Warschau)
Gauleiter
Verleihung am 14. Juli 1933
27. Adolf Hitler (* 20. April 1889 in Braunau am Inn; † 30. April 1945 in Berlin)
Führer und Reichskanzler
Verleihung 1939
28. Hermann Göring (* 12. Januar 1893 in Rosenheim; † 15. Oktober 1946 in Nürnberg)
Reichsfeldmarschall
Verleihung 1943
29. Bolesław Bierut (* 18. April 1892 in Rury Brigidkowskie; † 12. März 1956 in Moskau)
Staatspräsident
Verleihung 1947
30. Konstantin Rokossowski (* 21. Dezember 1896 in Welikije Luki; † 3. August 1968 in Moskau)
Marschall der Sowjetunion und Marschall von Polen
Verleihung 1949
31. Pawel Iwanowitsch Batow (* 1. Juni 1897; † 19. April 1985)
sowjetischer Armeegeneral
Verleihung 1965
32. Wiktor Kulikow (* 5. Juli 1921; † 28. Mai 2013)
Marschall der Sowjetunion
Verleihung 1977
33. Hans Eggebrecht (* 17. Mai 1925; † 24. Juni 2004)
Hafenarbeiter
Verleihung 29. März 1989
 

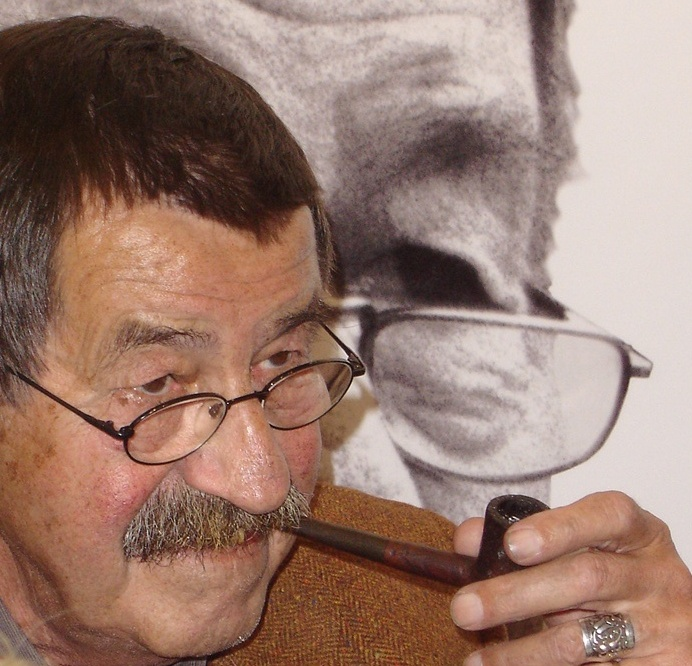
Günter Grass
34. Günter Grass (* 16. Oktober 1927 in Danzig-Langfuhr; † 13. April 2015 in Lübeck)
Schriftsteller
Verleihung 1993
 

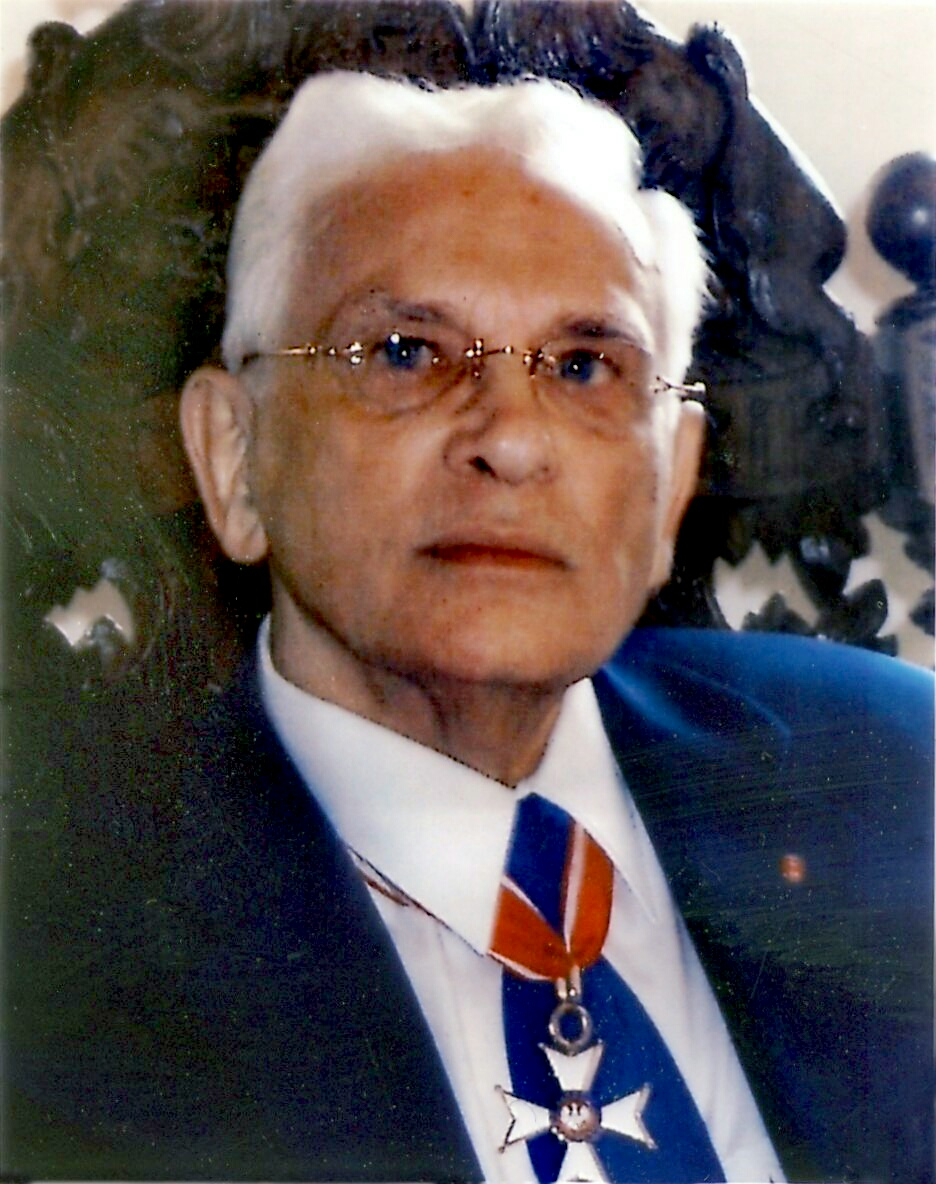
Hans-Lothar Fauth
35. Hans-Lothar Fauth (* 14. März 1928 in Danzig; † 8. Januar 2012 in Lübeck)
Gastronom und Kommunalpolitiker
Verleihung 1994
36. Gerard Labuda (* 28. Dezember 1916 in Neuhütte; † 1. Oktober 2010 in Posen)
Historiker
Verleihung 1994
37. Ignacy Adamczewski (* 25. Januar 1907; † 23. Juni 2000)
 
Verleihung 1994
38. Hans Koschnick (* 2. April 1929 in Bremen; † 21. April 2016 in Bremen)
Politiker
Verleihung 1994
 

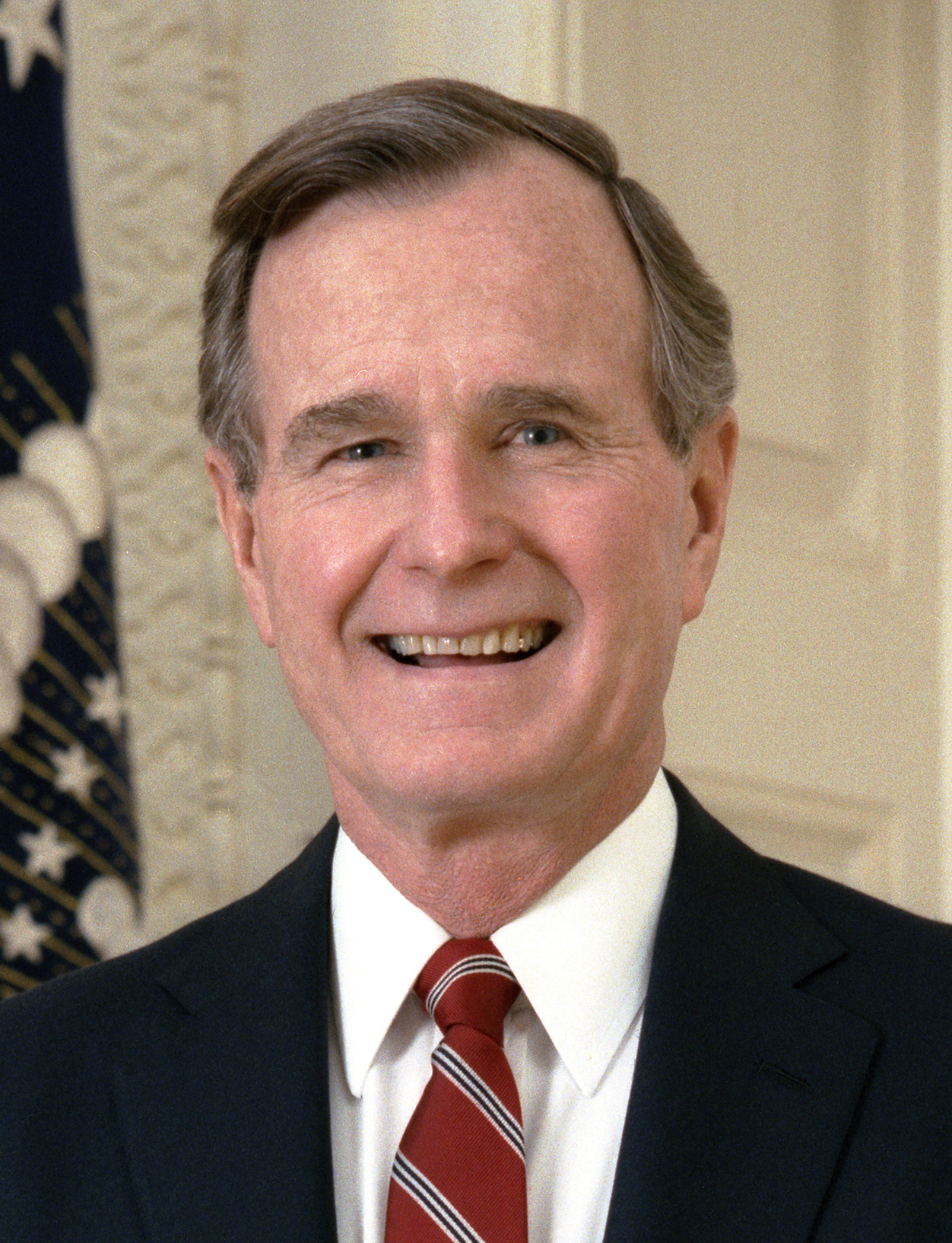
George Bush
39. George H. W. Bush (* 12. Juni 1924 in Milton; † 30. November 2018 in Houston)
ehem. Präsident der Vereinigten Staaten von Amerika
Verleihung 1997
40. Richard von Weizsäcker (* 15. April 1920 in Stuttgart; † 31. Januar 2015 in Berlin)
ehem. Bundespräsident der Bundesrepublik Deutschland
Verleihung 1997
 

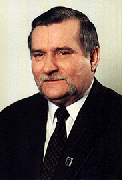
Lech Wałęsa
41. Lech Wałęsa (* 29. September 1943 in Popowo)
ehem. Vorsitzender der Solidarność, ehem. Staatspräsident
Verleihung 1997
42. Marian Kołodziej (* 6. Dezember 1921 in Raszków; † 13. Oktober 2009 in Danzig)
 
Verleihung 1997
 

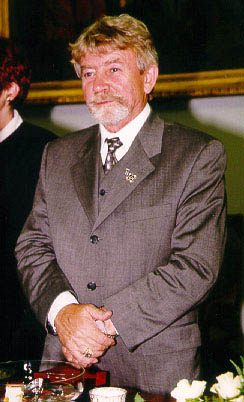
Ryszard Kukliński
43. Ryszard Kukliński (* 13. Juni 1930 in Warschau; † 11. Februar 2004 in Tampa)
Oberst der polnischen Armee
Verleihung 1998
44. Die Verteidiger der Westerplatte 1939
Verleihung 1998
45. Die Verteidiger der Polnischen Post Danzig 1939
Verleihung 1998
46. Gewerkschafter der freien Gewerkschaften Danzigs und Unterzeichner des Danziger Augustabkommens 1980
(von den Ausgezeichneten hat nur Anna Walentynowicz die Auszeichnung abgelehnt)
Verleihung 1998
47. Henryk Jankowski (* 18. Dezember 1936; † 12. Juli 2010)
Priester
Verleihung 2000
Entzogen am 7. März 2019
 

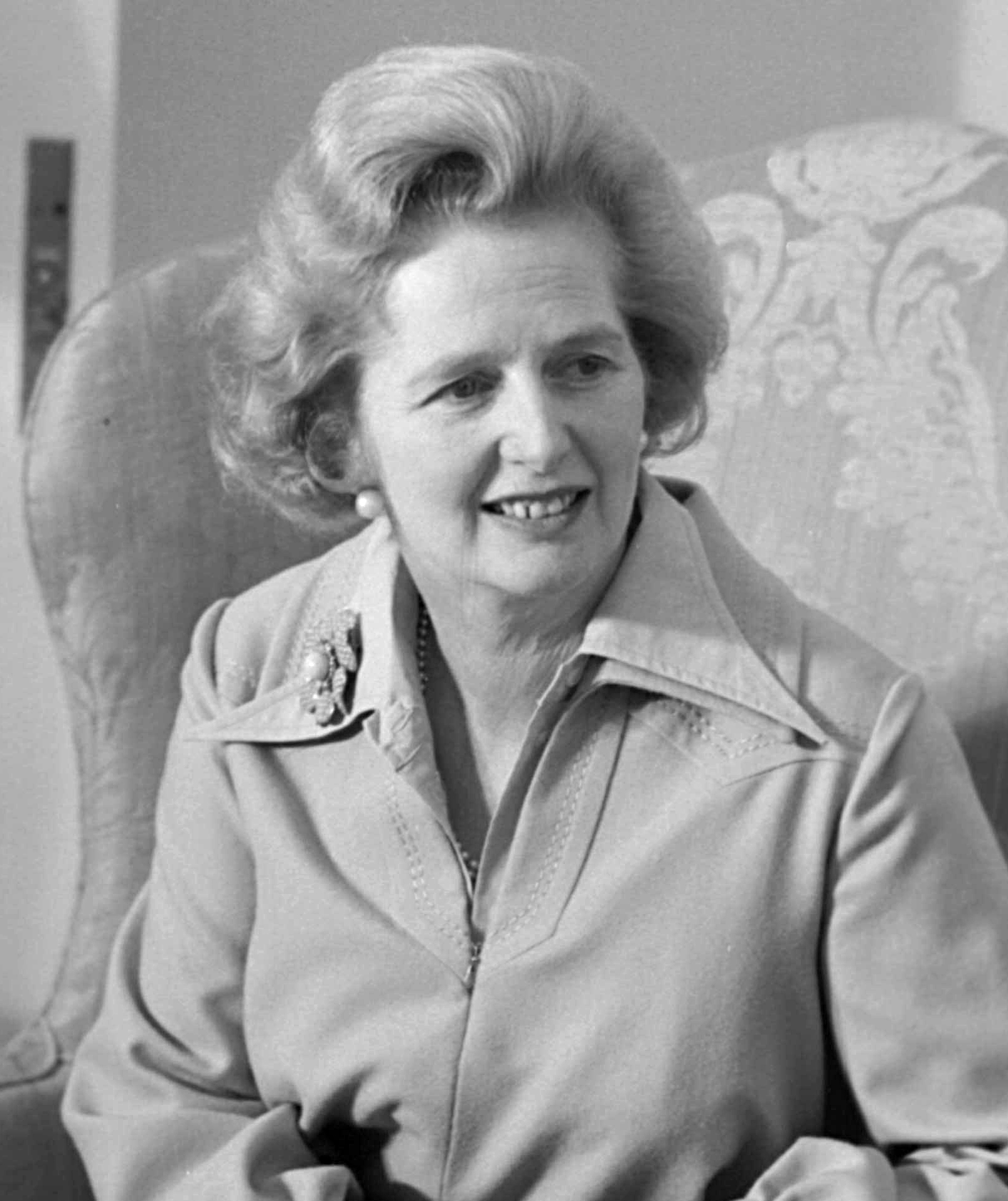
Margaret Thatcher
48. Margaret Thatcher (* 13. Oktober 1925 in Grantham, Lincolnshire; † 8. April 2013 in London)
ehem. britische Premierministerin
Verleihung 2000
49. Ronald Reagan (* 6. Februar 1911 in Tampico; † 5. Juni 2004 in Bel Air)
ehem. Präsident der Vereinigten Staaten von Amerika
Verleihung 2000
 

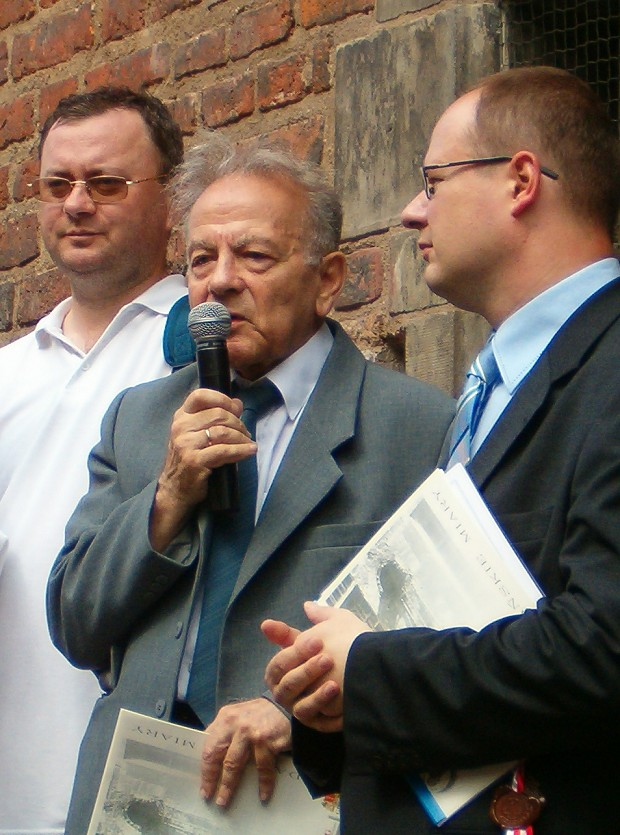
Andrzej Januszajtis
50. Andrzej Januszajtis (* 18. August 1928 in Lida)
Physiker und Historiker
Verleihung 2000
 

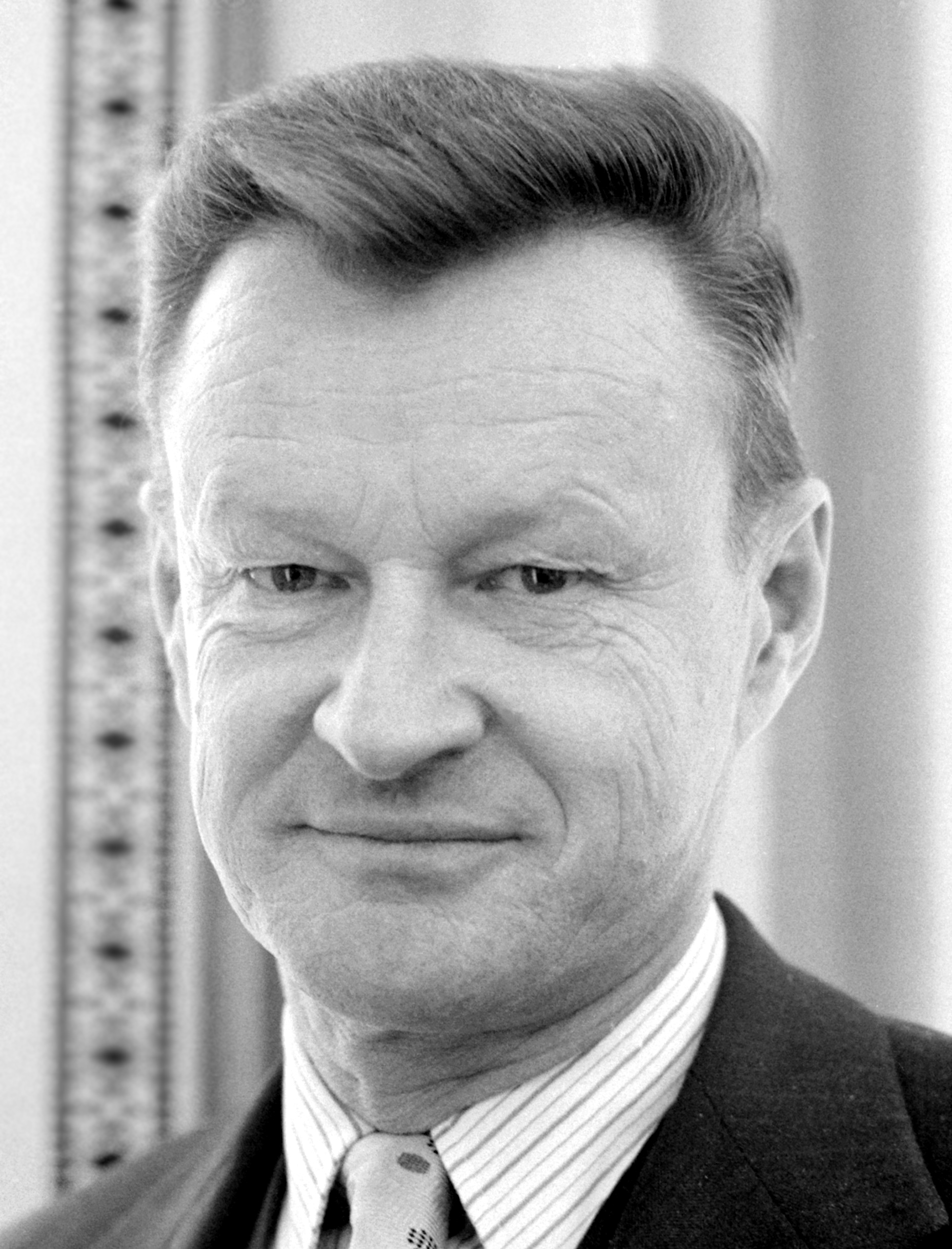
Zbigniew Brzeziński
51. Zbigniew Brzeziński (* 28. März 1928 in Warschau; † 26. Mai 2017 in Falls Church, Virginia, USA)
Politikwissenschaftler
Verleihung 2002
52. Jan Nowak-Jeziorański (* 3. Oktober 1914 in Warschau; † 20. Januar 2005 in Warschau)
Journalist und Schriftsteller
Verleihung 2002
 

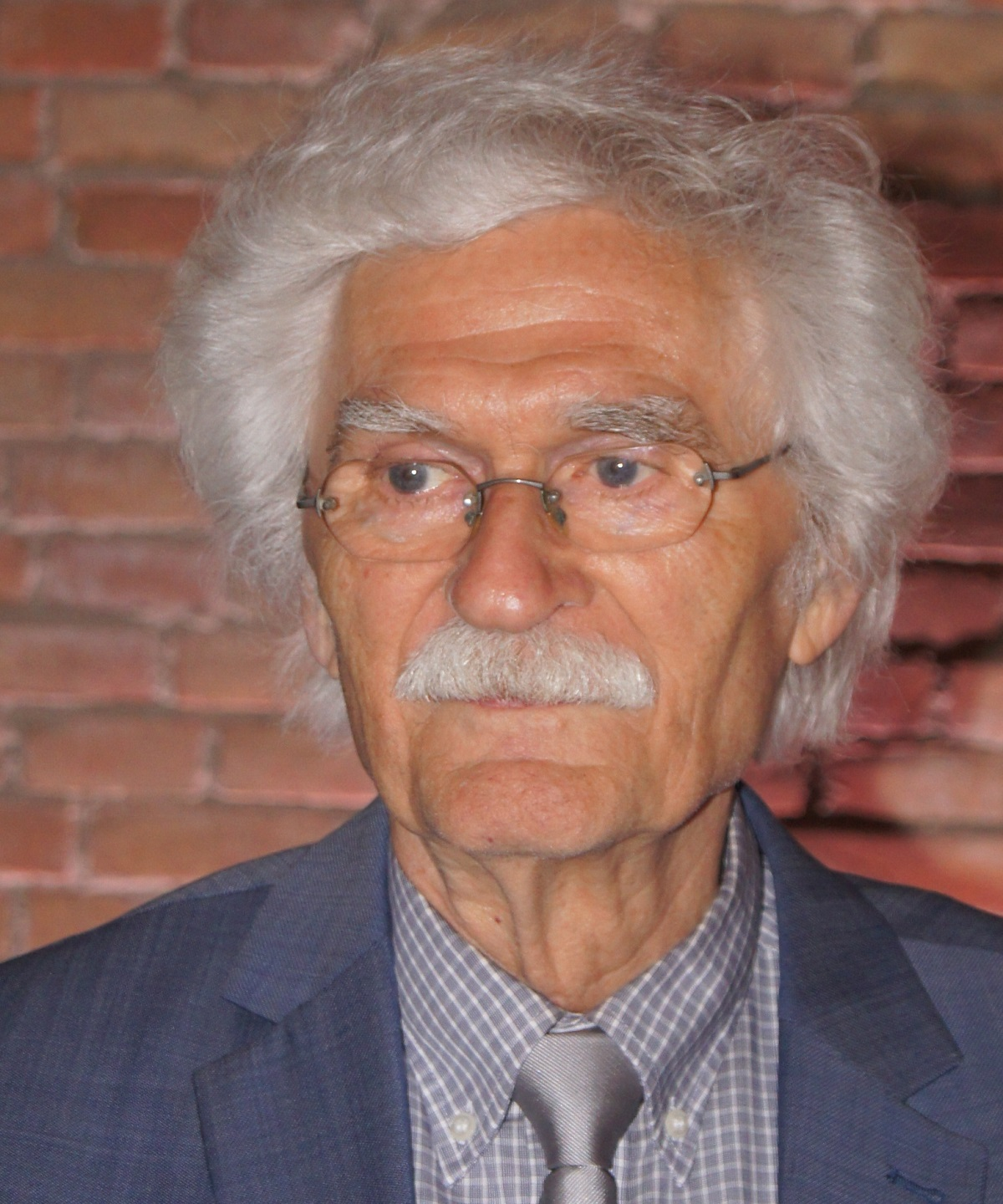
Dieter Schenk
53. Dieter Schenk (* 1937 in Frankfurt am Main)
Kriminologe, Historiker und Schriftsteller
Verleihung 2003
54. Zygmunt Chychła (* 6. November 1926 in Danzig; † 26. September 2009 in Hamburg)
Boxer
Verleihung 2003 – hat die Ehrung jedoch nicht entgegengenommen
55. Stanisław Bogdanowicz (* 6. November 1939)
 
Verleihung 2004
56. Ryszard Kaczorowski (* 26. November 1919 in Białystok; † 10. April 2010 in Smolensk, Russland)
letzter Staatspräsident von Polen im Exil
Verleihung 2008
57. Helmut Kohl (* 3. April 1930 in Ludwigshafen am Rhein; † 16. Juni 2017 ebenda)
ehem. deutscher Bundeskanzler
Verleihung 2009
58. Tadeusz Mazowiecki (* 18. April 1927 in Płock, Polen; † 28. Oktober 2013 in Warschau)
ehem. polnischer Ministerpräsident
Verleihung 2009
59. Ludwik Wiśniewski
 
Verleihung 2011
60. Andrzej Zbierski
 
Verleihung 2011
 

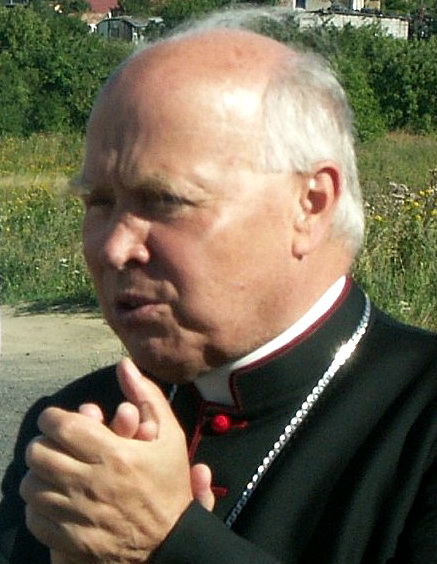
Erzbischof Tadeusz Gocłowski (undatiert)
61. Tadeusz Gocłowski (* 16. September 1931 in Piski, Polen; † 3. Mai 2016 in Danzig)
Erzbischof von Danzig
Verleihung 2016